# М'який шанкр
М'який шанкр (лат. ulcus molle) — захворювання, що передається статевим шляхом та характеризується болючою виразкою (шанкр) у місці проникнення збудника (переважно на зовнішніх статевих органах) і регіональним гнійним лімфаденітом. Належить до венеричних хвороб. Латинський термін ulcus molle означає «м'яка виразка», а «шанкр» походить від фр. chancre («маленька виразка»).

## Етіологія

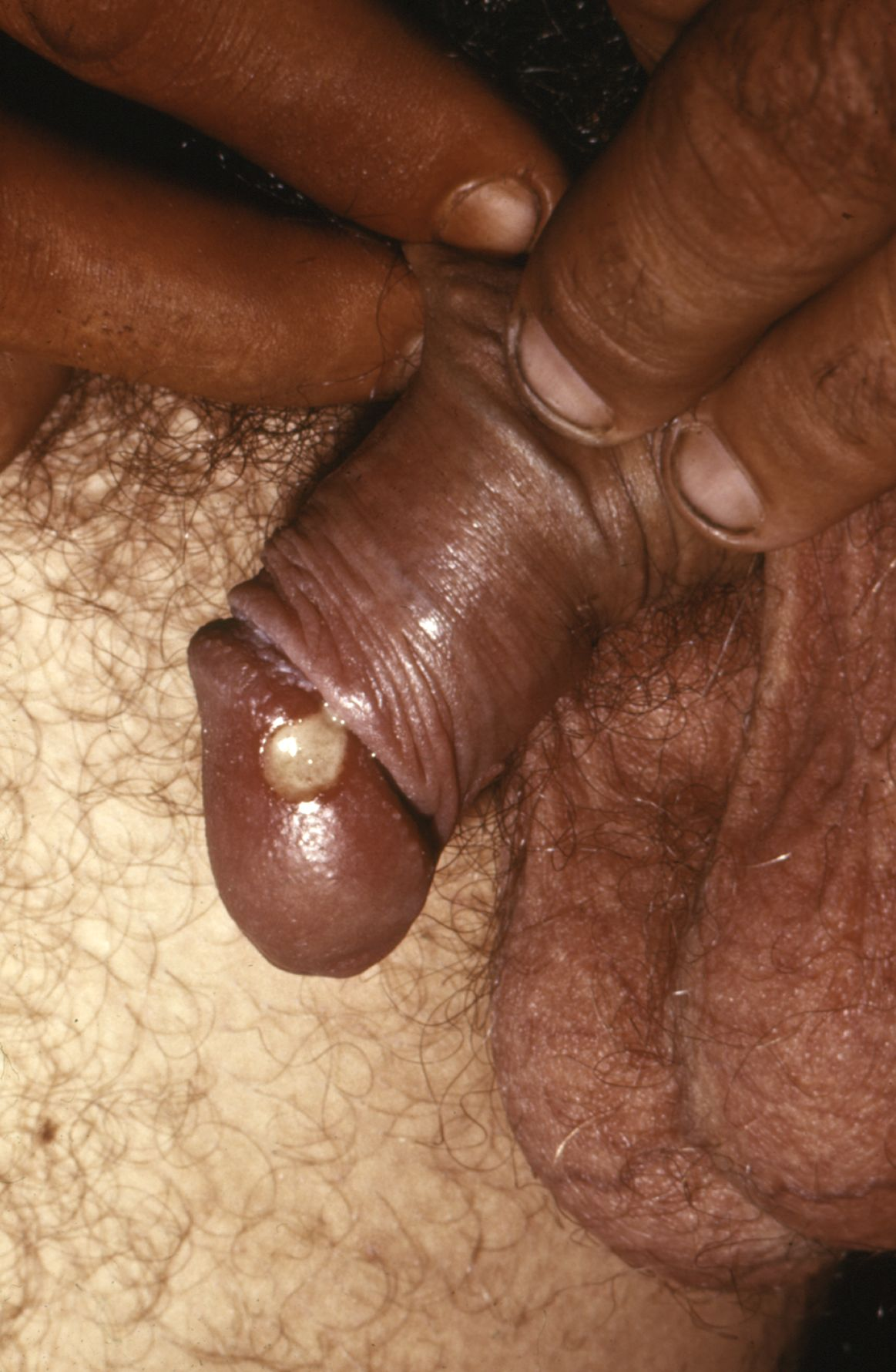
Типова виразка (шанкр) на голівці статевого члена

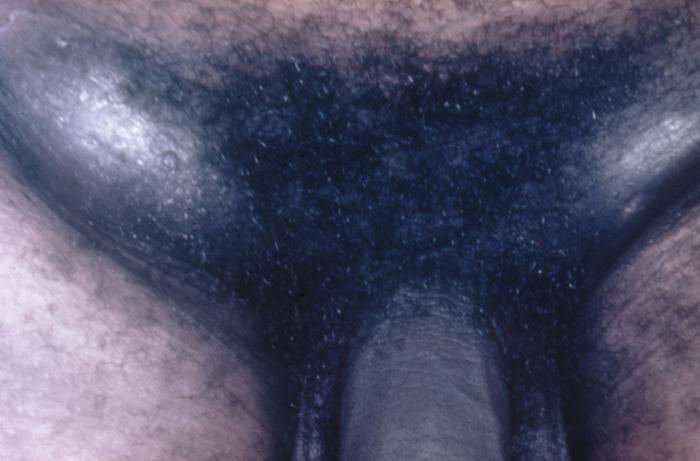
Двобічний паховий лімфаденіт при м'якому шанкрі.

Збудником є паличка м'якого шанкру Haemophilus ducreyi, грамнегативна бактерія.

## Епідеміологічні особливості
Хворіють в основному молоді чоловіки. Зараження відбувається, в основному, статевим шляхом.

## Поширення
Захворювання широко поширене в країнах, що розвиваються з тропічним і субтропічним кліматом, особливо в перенаселених міських кварталах та портових містах. Захворювання стає актуальним для українців у зв'язку зі збільшенням можливостей міграційних процесів (туризм, відпочинок, робочі поїздки тощо).

## Клінічні ознаки
Інкубаційний період складає 4-7 діб. Первинний елемент (первинний афект) — папула з червоним вінчиком, згодом виникає пустула, ерозія, а згодом і виразка. Шанкр, який м'який на дотик, спричинює біль та болючий при пальпації. Паховий лімфаденіт (частіше, однобічний) розвивається в половини хворих, переважно через 1-2 тижні після появи виразки.

## Діагностика
Слід відмежувати виразки при м'якому шанкрі від таких при сифілісі та герпесі. Тому необхідним є специфічна діагностика. Збудника виділяють з поверхні виразки.

## Лікування
Після початку лікування (через 3-7 діб) відбувається епітелізація виразки. Захворювання добре піддається лікуванню. Використовують азитроміцин, можливе використання цефтріаксону. До багатьох інших антибіотиків збудник не чутливий. При появі гнійного лімфаденіту потрібне хірургічне втручання для видалення гною.